# Lycochloa avenacea
Lycochloa avenacea är en gräsart som beskrevs av Gunnar Samuelsson. Lycochloa avenacea ingår i släktet Lycochloa och familjen gräs. Inga underarter finns listade i Catalogue of Life.